# 朴永泰
朴永泰（Young Tae Park）は、獣医師であり、ベックジャパン動物病院グループの総院長および自由が丘動物医療センターの院長を務める。専門分野は内視鏡外科。[1][2]
2015年-2017年　General Practitioner Certificae Programme in Small Animal Surgery 修了
2017年　ESVPS公認小動物外科学認定医取得 (General Practitioner Certification in Small Animal Surgery)

## 経歴
- 学歴: 北里大学獣医学部卒業。
- キャリア:
  - 2008年 北里大学卒業
  - 2008年-2011年  大阪の動物病院　勤務医
  - 2011年-2014年  エール動物病院　副院長
  - 2011年-2012年  北摂夜間救急動物病院　非常勤勤務医
  - 2011年-2014年  ネオベッツＥＲセンター　非常勤勤務医
  - 2014年-2015年  エコーペットビジネス総合学院　講師
  - 2009年-2016年  北里大学小動物第2外科学研究室 研究員
  - 2016年-2018年  北里大学大学院獣医学系研究科小動物第2外科学研究室　研究生
  - 2018年  学位論文「イヌにおける腹腔鏡下手術が生体に与える影響」で博士(獣医学)を取得
  - 2015年-2018年  代官山動物病院院長
  - 2016年-現在  自由が丘動物医療センターの院長およびベックジャパン動物病院グループの総院長として現職（2024年12月1日現在）。

## 業績

### 研究と学術活動
朴永泰は、内視鏡外科手術を中心とした研究と技術普及に取り組み、以下の分野を扱う。
- 低侵襲手術の普及: 腹腔鏡や胸腔鏡を用いた手術技術を推進。
- 麻酔科学の応用: 周術期管理を重視し、動物への負担を最小限に抑える治療を開発。

### 主な学会発表

#### 筆頭発表
- 2007/09: 第144回日本獣医学会学術集会
  - 発表タイトル: 犬における腹腔鏡下手術時の気腹および体位変換が循環および呼吸器系に及ぼす影響。[3]
- 2023/12: 第107回日本獣医麻酔外科学会学術集会
  - 発表タイトル: 腹腔鏡補助下双孔式結腸ストーマおよび膀胱皮膚瘻造設術によりQOLの改善を得た肉腫の犬の1例。[3]

#### 共同発表
- 2022/11: 第43回動物臨床医学会年次大会
  - 発表タイトル: 横隔膜ヘルニア整復術後の持続性気胸に対して血液パッチ癒着術を適用した猫の1例。[3]
- 2023/10: ACVR Annual Scientific Meeting
  - 発表タイトル: Computed Tomographic Hepatic Volumetry in Dogs with Primary Hypoplasia of Portal Vein（アワード受賞）。[3]

### 受賞歴
- ACVR Annual Scientific Meetingにてアワード受賞（2023年）。[3]
- 第105回日本獣医麻酔外科学会学術集会において優秀賞受賞。[3]

## 社会的活動
朴永泰は、内視鏡外科手術の普及を通じて動物医療に携わっている。また、低侵襲手術技術の発展に加え、獣医学分野における教育・啓蒙活動にも関与する。動物と飼い主双方への負担を軽減する医療サービスの提供に重点を置き、動物医療全体の質的向上を目指している。

## 関連リンク
- ベックジャパン動物病院グループ
- 自由が丘動物医療センター

## 業績詳細

### 論文発表

#### ＜筆頭著者＞

##### ＜症例報告＞
- 動物臨床医学雑誌 vol 23, No.3, 2014 「シクロスポリンの投与によって胸腺腫が縮小したウサギの1症例」 朴　永泰, 伊藤　淳, 岡野　昇三
- Veterinary Medicine and Science, Vol 7, Issue 6, 2021 「Laparoscopic resection of retroperitoneal paraganglioma close to caudal vena cava in a dog.」 Young Tae Park, Tomomi Minamoto
- Veterinary Record Case Reports, Vol 11, Issue 4, 2023 「Clinical outcomes of laparoscopic assisted cystotomy in five cats with repeated urethral obstruction」 Young Tae Park, Tomomi Minamoto

###### ＜短報＞
- Polish Journal of Veterinary Sciences vol. 20, No. 4, 2017 「Influence of Trendelenburg position and pneumoperitoneum treatment on gastroesophageal reflux in dogs」 Park Y, Nogami M, Okano S

##### ＜原著＞
- The Journal of Veterinary Medical Science vol77, No.10, 2015 「Influence of pneumoperitoneum and postural change on the cardiovascular and respiratory systems in dogs.」 Park Y, Okano S.
- 日本獣医師会雑誌 vol 69, 2016 「犬における腹腔鏡下及び開腹下卵巣子宮摘出術の術後炎症反応に関する比較検討」 朴　永泰, 岡野　昇三

#### ＜共著者＞
- 動物臨床医学雑誌, Vol 29, No.2, 2020 　 　「口咽頭内の腺扁平上皮癌と診断された犬の１例」 　 　明石　依里子, 植松　一良, 朴　永泰
- The Journal of Feline Medicine and Surgery Open Reports, Vol 8, No 1, 2022 「Successful treatment of hypodipsic/adipsic hypernatremia in a cat with lobar holoprosencephaly using oral desmopressin」 Yoriko Akashi, Young Tae Park, Garrett S Oetelaar, Masahiro Murakami
- BMC Veterinary Research, Vol 18, No 1, 2022 「Sclerosing encapsulating peritonitis in a dog with pancreatic ductal adenocarcinoma」 Yusuke Tsukada, Young Tae Park, Ikki Mitsui, Masahiro Murakami, Atsushi Tsukamoto

### 学会発表

#### ＜筆頭発表＞
- 2007/09 第144回日本獣医学会学術集会 犬における腹腔鏡下手術時の気腹および体位変換が循環および呼吸器系に及ぼす影響 朴　永泰　岡野　昇三
- 2007/12 第75回日本獣医麻酔外科学会学術集会 犬の卵巣子宮摘出術に対する腹腔鏡下手術は本当に低侵襲か? 朴　永泰　岡野　昇三
- 2008/11 第29回動物臨床医学会年次大会 腹腔鏡下停留精巣摘出術の有用性についての検討 朴　永泰　江原　郁也
- 2009/11 第30回動物臨床医学会年次大会 肺腫瘍に対して胸腔鏡下肺葉切除術を行った犬の1例 朴　永泰　江原　郁也
- 2012/02 日本獣医内科学アカデミー2012年大会 膀胱内DMSO注入療法により臨床症状の改善が認められたFLUTDを発症した猫の１例 朴　永泰
- 2019/01 第97回日本獣医麻酔外科学会学術集会 両側鼠径部の停留精巣に対して腹腔鏡視下に腹腔内へ牽引後 精巣の摘出を行った猫の1例 朴　永泰、寺村　靖史、角谷　悠介、井上　慎也、鵜飼　綾子、明石　依里子、立川　理沙、新井　麗、藤井　仁美
- 2019/01 第97回日本獣医麻酔外科学会学術集会 腹腔内臓器の癒着により 腹腔鏡による避妊手術を 断念した若齢犬の2例 朴　永泰、寺村　靖史、角谷　悠介、井上　慎也、鵜飼　綾子、明石　依里子、立川　理沙、新井　麗、藤井　仁美
- 2019/06 第98回日本獣医麻酔外科学会学術集会 2ポートで行った腹腔鏡視下卵巣および卵巣子宮摘出術の犬猫207例に関する回顧的検討 朴　永泰、寺村　靖史、角谷　悠介、井上　慎也、鵜飼　綾子、近　朋之、明石　依里子、立川　理紗、新井　麗、渡辺　靖子、藤井　仁美
- 2020/01 第99回日本獣医麻酔外科学会学術集会 機械的尿道閉塞に対して腹腔鏡補助下下部尿路洗浄処置を行った猫の5例 朴　永泰、寺村　靖史、角谷　悠介、近　朋之、橋本　直幸、藤岡　透、山口　基、青木　敏宏
- 2022/12 第105回日本獣医麻酔外科学会学術集会 後大静脈に近接したパラガングリオーマを腹腔鏡視下に摘出した犬の１例 朴　永泰、寺村　靖史
- 2023/12 第107回日本獣医麻酔外科学会学術集会 腹腔鏡補助下双孔式結腸ストーマおよび膀胱皮膚瘻造設術によりQOLの改善を得た肉腫の犬の1例 朴 永泰、醍醐 剛聖、三好 紀彰

#### ＜共同発表＞
- 2019/08 第53回岡山県獣医三学会 胸腔鏡下で胸腺腫を摘出した犬の1例 三宅　宏幸、橋本　直幸、江畑　健二、元山　奈津美、伊藤　菜々、久田　真一、藤岡　荘一郎、朴　永泰、藤岡　透
- 2020/01 第99回日本獣医麻酔外科学会学術集会 剖検により確定診断されたEPSを起こす悪性腫瘍の1例 塚田 祐介、朴 永泰、三井 一鬼
- 2021/09 関東・東京合同地区獣医師大会 腹腔鏡視下で摘出した精巣様組織が精巣無形成と診断された2症例 中野弘貴、伏見桃、伏見浩子、伏見寿彦、朴永泰
- 2022/03 第5回群馬県獣医師会小動物学術大会 SILSプラス1ポート法で腹腔鏡補助下脾臓摘出術を実施した犬3症例の周術期合併症 村端　健臣、朴　永泰、村端　聡美、森　佑人、安藝　正美
- 2022/06 第55回岡山県獣医三学会 腹腔鏡視下で内側腸骨リンパ節を切除した肛門周囲腺癌の犬の1例 三宅　宏幸、朴　永泰、長濱　正太郎、江畑　健二、元山　奈津美、福島　健太、久田　真一、北川　一星、藤岡　荘一郎、藤岡　透
- 2022/09 第50回中国地区獣医師大会 腹腔鏡視下で内側腸骨リンパ節を切除した肛門周囲腺癌の犬の1例 三宅　宏幸、朴　永泰、長濱　正太郎、江畑　健二、元山　奈津美、福島　健太、久田　真一、北川　一星、藤岡　荘一郎、藤岡　透
- 2022/11 第43回動物臨床医学会年次大会 横隔膜ヘルニア整復術後の持続性気胸に対して血液パッチ癒着術（blood patch pleurodesis：BPP）により治療した猫の1例 福島　健太、朴　永泰、江畑　健二、元山　奈津美、久田　真一、三宅　宏幸、北川　一星、藤岡　荘一郎、藤岡　透
- 2022/11 第43回動物臨床医学会年次大会 腹腔鏡補助下脾臓摘出後サージカルグローブポート法を用いて腹腔鏡下副腎摘出を行った犬の1例 三宅　宏幸、朴　永泰、長濱　正太郎、江畑　健二、元山　奈津美、福島　健太、久田　真一、北川　一星、藤岡　荘一郎、藤岡　透
- 2022/12 第105回日本獣医麻酔外科学会学術集会 喉頭小嚢外転に対して硬性鏡を用いた切除を実施した犬の４例 　（優秀賞受賞） 秋元　薫、寺村　靖史、江畑　健二、藤岡　透、朴　永泰
- 2023/08 第56回岡山県獣医三学会 硬性鏡視下で外科治療を実施した特発性乳び胸の犬の2例 三宅 宏幸、朴 永泰、長濱 正太郎、江畑 健二、元山 奈津美、福島 健太、久田 真一、北川 一星、藤岡 荘一郎、藤岡 透
- 2023/10 令和5年度獣医学術中国地区学会 硬性鏡視下で外科治療を実施した特発性乳び胸の犬の3例 三宅 宏幸、朴 永泰、長濱 正太郎、江畑 健二、元山 奈津美、福島 健太、久田 真一、北川 一星、藤岡 荘一郎、藤岡 透
- 2023/09 令和5年度獣医学術東北地区学会 腹腔内の膜様構造物による癒着を腹腔鏡にて確認できた犬の６例 鈴木 宏隆、入屋 咲葉子、大堀 文也、朴 永泰
- 2023/11 第44回動物臨床医学会年次大会 CETP設置術の術後に突発的な呼吸困難を呈した犬の１例 藤本 正紀、塚田 祐介、朴 永泰、塚本 篤士、和田 章秀
- 2023/10 ACVR Annual Scientific Meeting Computed Tomographic Hepatic Volumetry in Dogs with Primary Hypoplasia of Portal Vein Masahiro Murakami, Yasufumi Teramura, Young Tae Park　（アワード受賞）
- 2023/12 第107回日本獣医麻酔外科学会学術集会 ラパヘルクロージャーを用いて腹腔鏡補助下にPercutaneous Internal Ring Suturingを行った左側鼠径ヘルニアの犬の 1 例 中田 智裕、寺村 靖史、朴 永泰
- 2023/12 第107回日本獣医麻酔外科学会学術集会 腹腔鏡補助下尿管、膀胱切開による結石摘出を実施した犬の1例 横山 貴之、朴　永泰

#### ＜ポスター発表＞
- 2019/11 American College of Veterinary Pathologists 2019 Annual Meeting Encapsulating peritoneal sclerosis caused by abdominal dissemination of pancreatic ductal adenocarcinoma in a dog Ikki Mitsui, Yusuke Tsukada, Young Tae Park